# Oelchenshammer

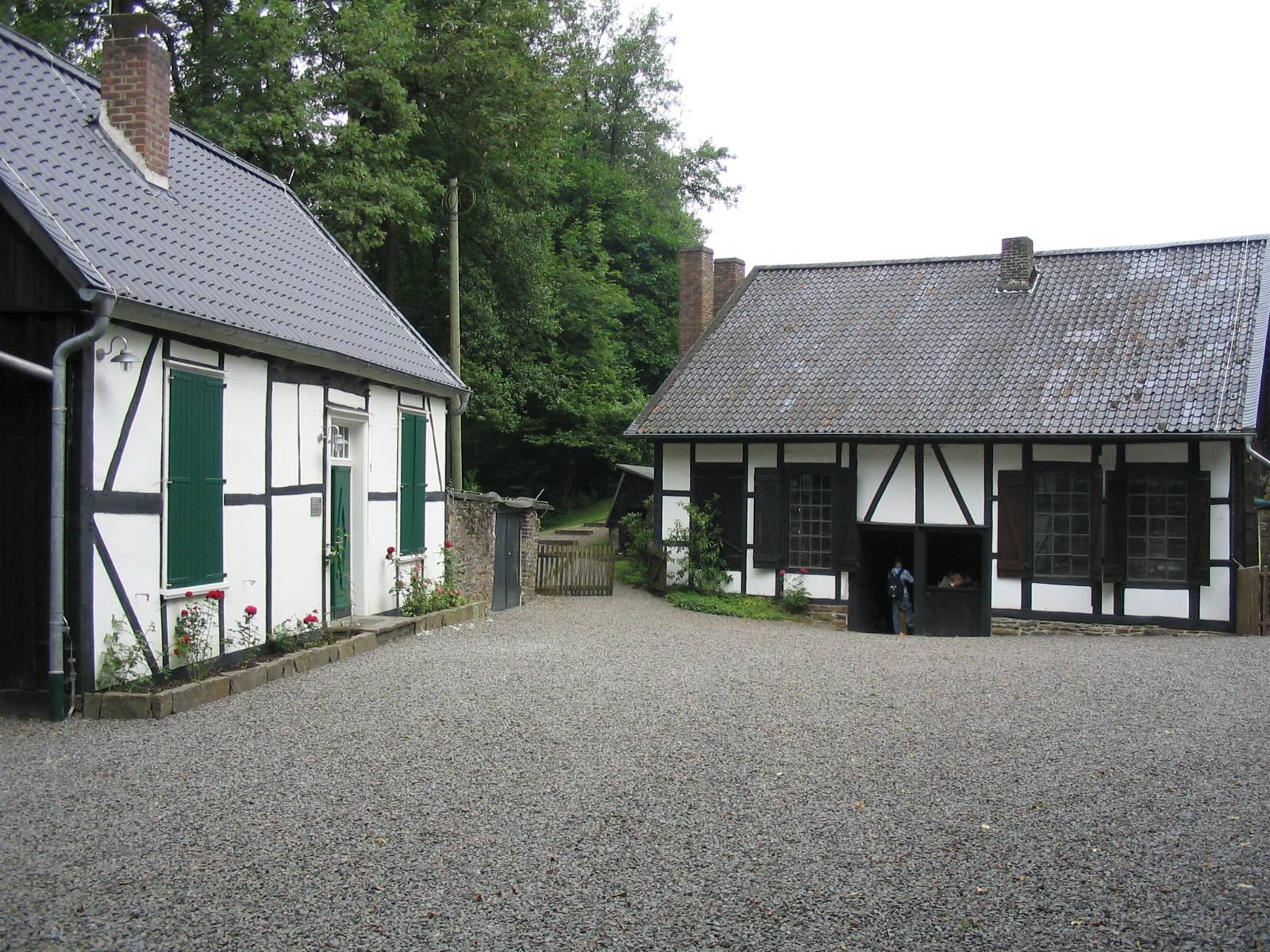
Links Wohngebäude des Schmiedemeisters, rechts Hammerschmiede

Der Oelchenshammer ist eine Hammerschmiede in der Nähe von Bickenbach im Oberbergischen Kreis. Die Anlage samt Wohnhaus des Schmiedemeisters ist heute als Industriedenkmal eine Außenstelle des LVR-Industriemuseums Kraftwerk Ermen & Engels in Engelskirchen.

## Geschichte

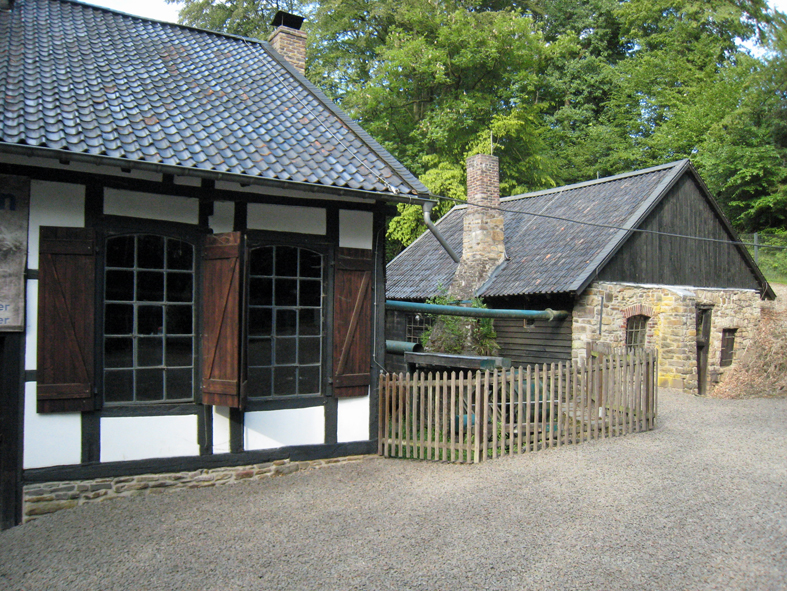
Links Hammerschmiede, rechts Werkstatt mit Gebläse

Der Oelchenshammer liegt an dem Fluss Leppe. Er ist einer der letzten noch mit Wasserkraft betriebenen Schmiedehämmer im Rheinland. Daneben gibt es unter anderem den 2013/14 eröffneten historischen Stellershammer ebenfalls im Leppetal und den Westerhammer im Bergischen Museum für Bergbau, Handwerk und Gewerbe in Bergisch Gladbach. Den ersten Schlag machte der Oelchenshammer 1787. Viele Jahre lang schmiedete man hier Bänder für Fässer, die mit Wein, Öl und sonstigen Flüssigkeiten gefüllt wurden und Halbzeug für die Werkzeugindustrie. 1860 kaufte ihn die neu gegründete Firma Eduard Dörrenberg Söhne. Das gleiche Unternehmen erwarb im Jahr 1869 die alte Ründerother Hütte nebst Puddelofen.
Seit der Erfindung des Puddelverfahrens im Jahr 1784 konnte man erstmals einen bruchfesten und elastischen Stahl in größeren Mengen herstellen, aus dem man Osemund – ein sehr weiches, zähes und gut schmiedbares Eisen – schmieden konnte. Dieses Verfahren verfeinerte die Firma Eduard Dörrenberg durch bis zu vierfaches Raffinieren und nannte das neue Produkt „Janus-Stahl“. Der altrömische Gott Janus tauchte seither als Logo im Briefkopf des Unternehmens auf. Von diesem Stahl wurden Beile, Äxte, Sägen und alle Formen von Messern hergestellt, die gute Absatzmöglichkeiten erzielten, weil sie dauerhaft scharf blieben und seltener Nachschliffe erforderten. Im Jahr 1940 wurde das Puddelwerk in Ründeroth eingestellt. Das bedeutete das Ende des Oelchenshammers. Bis 1947 arbeitete man noch die vorhandenen Rohstoffe auf, dann ruhte der Betrieb für viele Jahre.

## Das Industriemuseum
In enger Zusammenarbeit zwischen der Firma Dörrenberg Edelstahl und dem Landeskonservator beschloss man Mitte der 1960er Jahre, die Hammerschmiede zu restaurieren und als Denkmal der Oberbergischen Eisenerzeugung wiederherzustellen. Man musste eine Überholung von Grund auf vornehmen. Im Jahr 1967 brannte wieder das erste Schmiedefeuer und das alte tupp, tupp, tupp des Schmiedehammers war wieder zu hören. Das LVR-Industriemuseum übernahm die Anlage im Jahr 1993 zunächst mit nur einem Schwanzhammer. Am 19. Juni 2006 wurde ein zweiter Schwanzhammer dank einer Spende zusätzlich eingesetzt und in Betrieb genommen.

## Vorführungen

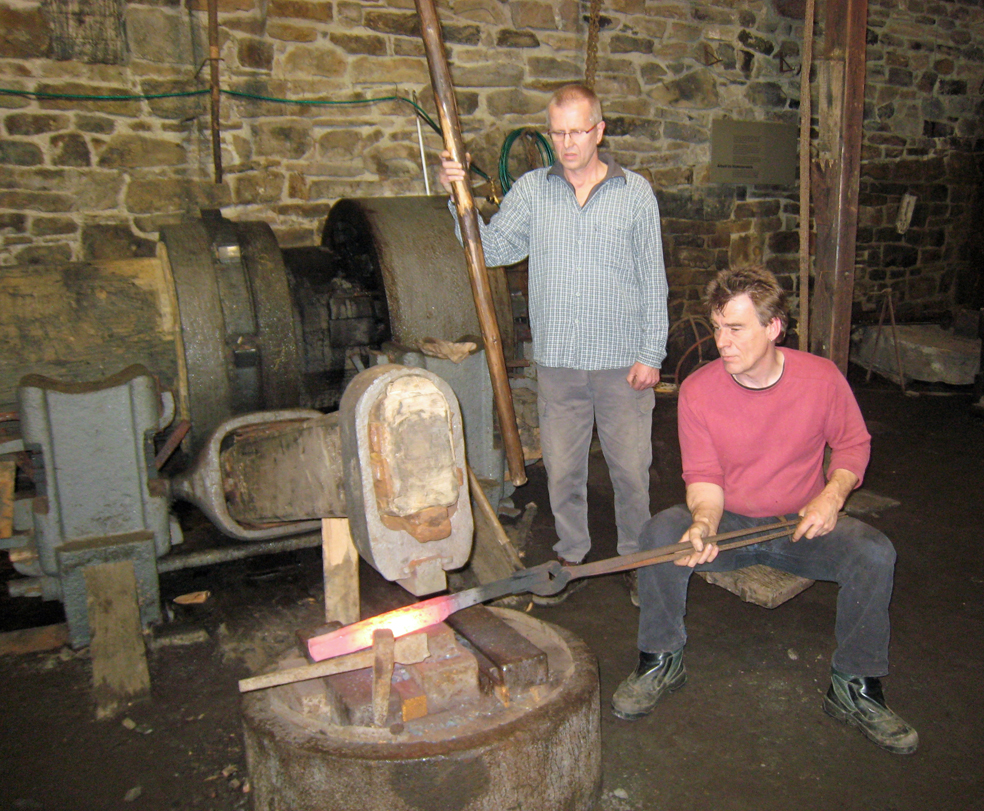
Schmiedearbeiten, stehend der Schützjunge, sitzend der Schmied

Früher arbeiteten sechs Schmiede und zwei Schützjungen an den vier Hämmern im Oelchenshammer. Die Schützjungen öffneten mit einer Holzstange das Wehr. Das Wasser schoss über die Wasserräder, und die wuchtigen Schmiedehämmer begannen im Takt zu schlagen. Mit langen Zangen hielten die Schmiede die glühenden Eisenteile darunter. Bei den heutigen Vorführungen arbeiten nur ein Schmied und ein Schützjunge.
Geöffnet ist der Oelchenshammer von April bis Oktober an Sonntagen und nach besonderer Vereinbarung. Jeden zweiten Sonntag finden öffentliche Schmiedevorführungen statt, jeden vierten Sonntag auch Führungen.

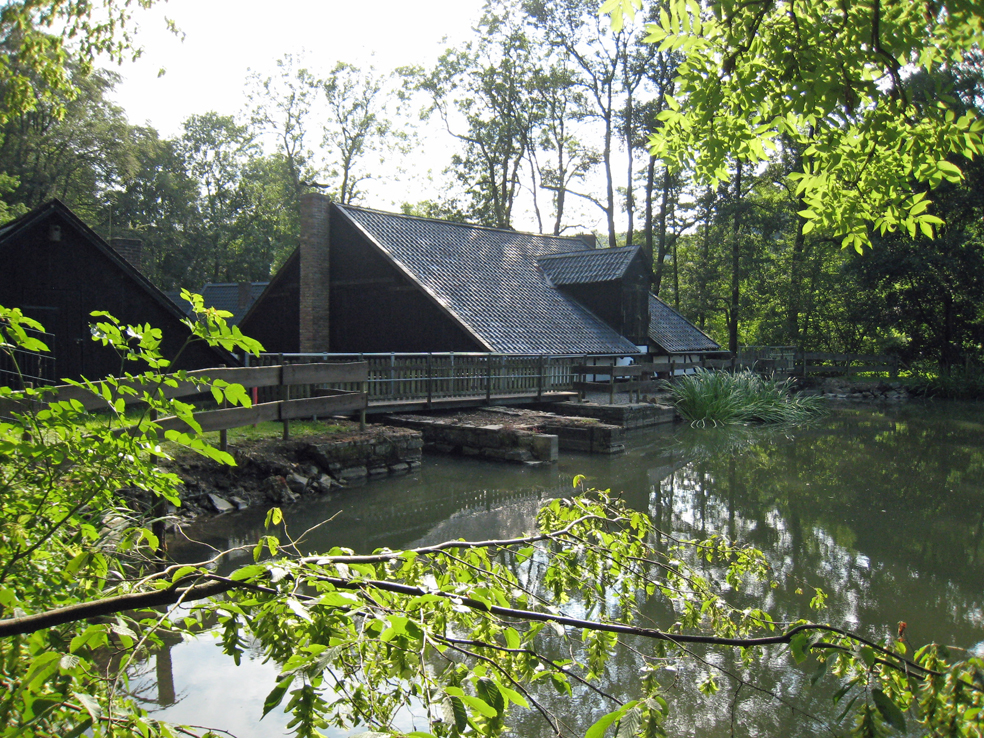
Der Mühlenteich
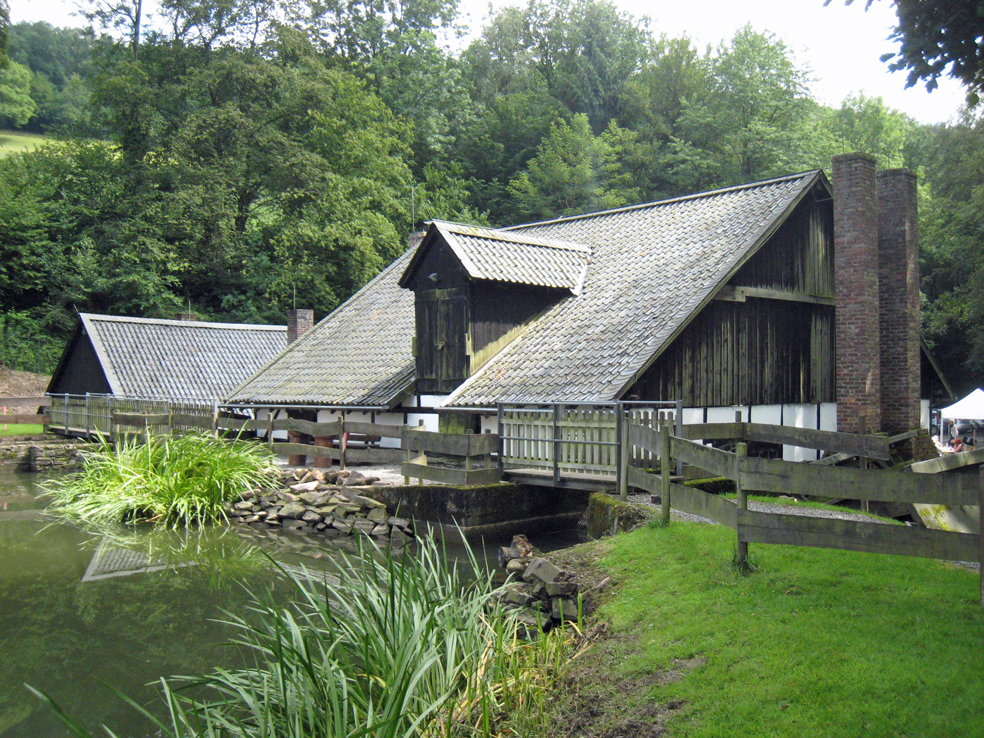
Blick vom Mühlenteich auf die Hammerschmiede
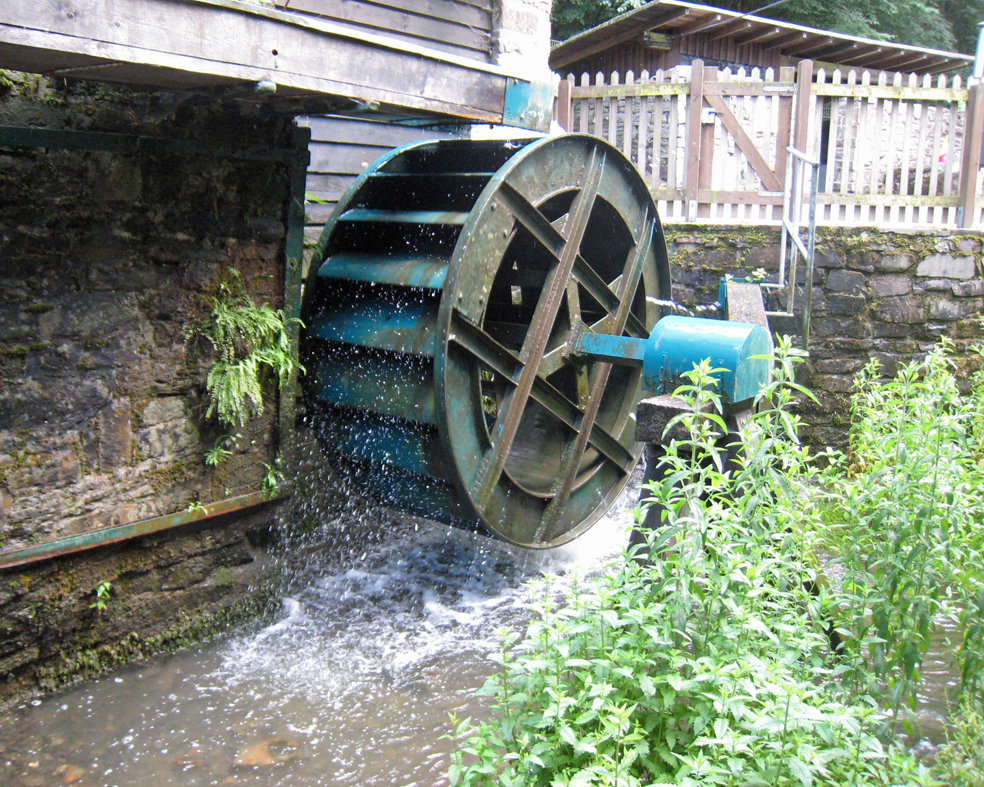
Antriebsrad für das Gebläse
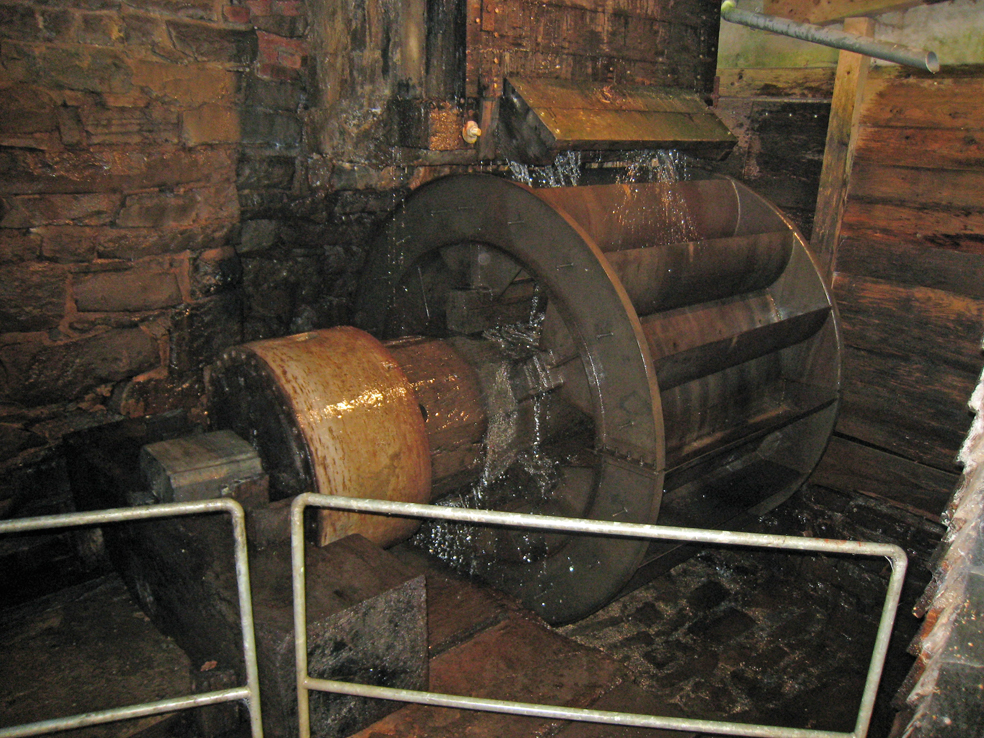
Antriebsrad für das Hammerwerk
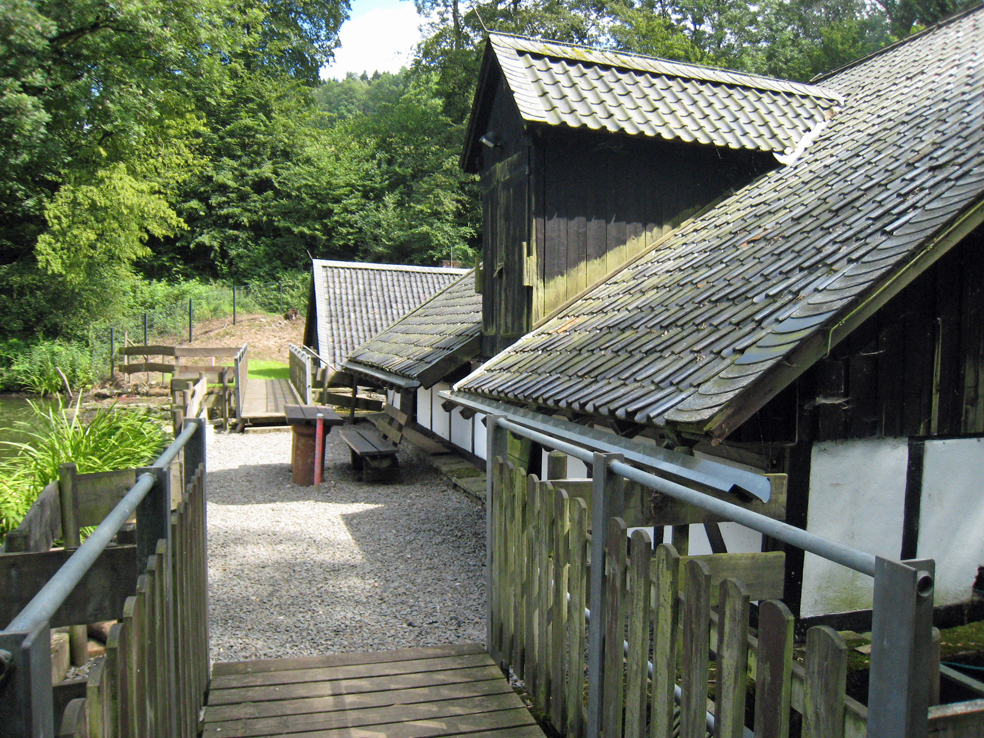
Blick über den Teichdamm